# Râul Hașca, Putna
Râul Hașca este un râu afluent al râului Putna.

## Hărți
- Harta județului Suceava
- Harta Obcinele Bucovinene  Arhivat în 30 iulie 2009, la Wayback Machine.